# Sisu - L'immortale
Sisu - L'immortale (Sisu) è un film del 2022 diretto da Jalmari Helander.
"Sisu è una parola finlandese impossibile da tradurre. Indica una forma estrema di coraggio e di inimmaginabile determinazione. Sisu si manifesta quando è ormai persa ogni speranza".

## Trama
Nel profondo delle terre selvagge della Lapponia finlandese, Aatami Korpi è un cercatore d'oro durante la Guerra di Lapponia. Aatami riesce a trovare una vena dalla quale ricava due grosse sacche piene di pepite.
Mentre è in viaggio per portare il suo tesoro nella città più vicina, si imbatte in una colonna nazista guidata dall'Obersturmführer delle SS Bruno Helldorf, che prova a ucciderlo per impossessarsi dell'oro. Inizia così un lungo inseguimento.
I nazisti hanno di fronte un veterano delle forze speciali finlandesi, soprannominato l'"immortale", una leggenda nel suo paese, e ben presto si rendono conto di quanto, anche se solo, Aatami sia determinato e implacabile.

## Distribuzione
Sony Pictures ha acquisito i diritti di distribuzione internazionale del film e Lionsgate ha acquisito i diritti in Nord America. Il film ha debuttato alla sezione Midnight Madness del Toronto International Film Festival nel settembre 2022.